# Abbaye Sainte-Rictrude et Saint-Pierre de Marchiennes
L’abbaye de Marchiennes est une abbaye bénédictine située sur la Scarpe, à Marchiennes, dans le département du Nord (France) fondée vers 630, et qui resta active durant onze siècles. 
À l'origine de la naissance de la ville de Marchiennes, elle en fut le moteur économique, avant d’être fermée en 1791, durant la Révolution. C'est en 1570 que l'abbaye fonda un collège à l'université de Douai. Elle possédait aussi un 'refuge' à Lille, dont quelques bâtiments existent encore au milieu d'un quartier entièrement dévasté par les permis de construire octroyés par la mairie depuis les années 1960.

## Historique

### Fondation auVIIesiècle
Le monastère est donc fondé vers 630 par des moines irlandais, disciples de saint Colomban, et par Adalbaud, duc de Douai, sur les conseils de saint Amand. Marchiennes est alors un monastère d’hommes. Après la mort d’Adalbert I d'Ostrevent (en 642), sa veuve, Rictrude, fait de l’établissement (en 647) un monastère double : il abrite moniales et moines de tradition colombanienne. 
Il est possible que cette abbaye-double ait été organisée sous la houlette de l'abbé Jonas de Bobbio, coopérateur de saint Amand dans la région, lui-même colombanien et qui montrait un vif intérêt pour les communautés religieuses féminines. La vie de sainte Rictrude indique en effet que saint Amand désigna un certain Jonatus, inhumé sur place, comme supérieur de la communauté. Plusieurs auteurs pensent qu'il pourrait s'agir de Jonas lui-même,.

### Développement et prospérité
Durant des siècles, malgré les guerres et les invasions, le monastère réussit à faire prospérer la ville et la région grâce au défrichage, au drainage et à l'exploitation des marais et des tourbières.
Par deux fois, il est ravagé par les Normands au IXe siècle. À la fin du Xe siècle, il ne reste de la communauté masculine que quelques chanoines.

### De la règle ascétique à la règle de saint Benoît
En 1024, Marchiennes redevient monastère d’hommes, et adopte, comme beaucoup d'autres en Europe, la règle de saint Benoît. L’équilibre de vie monacale promu par cette règle se substitue à des traditions irlandaises très austères.

### Scriptorium et foyer intellectuel du onzième au treizième siècle
Le monastère de Marchiennes est relevé par la jeune abbaye Saint-Sauveur d'Anchin, sa voisine, et devient l'une des principales abbayes du Nord de la France.
Son scriptorium produit une importante quantité de manuscrits enluminés
Après l'abbatiat désastreux de Fulcard de Landas (1103-1115), Armand de Castello (Armand du Chastel) y est abbé en 1120. Il prend l'initiative d'un renouveau institutionnel et artistique qui dure jusqu'à la fin du XIIe siècle, et dont témoignent un chartrier riche ainsi qu'une collection diverse de textes hagiographiques et historiographiques. Le 16 mai 1133, les reliques de sainte Eusébie sont transportées à Marchiennes. Les os y sont montrés, « sains et entiers, aux fidèles, aux religieuses et aux enfants des écoles ».

### Renouveau auXVIesiècleet saccages en 1566
Au XVIe siècle, l’abbaye bénéficie des largesses d'un moine mécène, Jacques Coëne (1501-1542), originaire de Bruges. Elle est, grâce à lui, au sommet de sa puissance. Elle soutient la création d'un collège à l'université de Douai entre 1564 et 1570. Mais, en août 1566, elle est ravagée par les « Gueux » qui détruisent la plus grande partie de ses œuvres d'art.

### Activités jusqu'à la Révolution française
Son activité persiste ensuite jusqu'au XVIIIe siècle, qui lui est fatal par deux événements : le siège de 1712 et la Révolution. En 1712, lors du siège de Marchiennes, abbaye et ville sont bombardées durant quatre jours et partiellement détruites. Une restauration est entreprise. La plupart des bâtiments subsistant aujourd'hui datent de cette époque. Survient ensuite la Révolution, qui chasse les bénédictins. En 1791, ils quittent définitivement l'abbaye.

## Patrimoine

### Patrimoine architectural

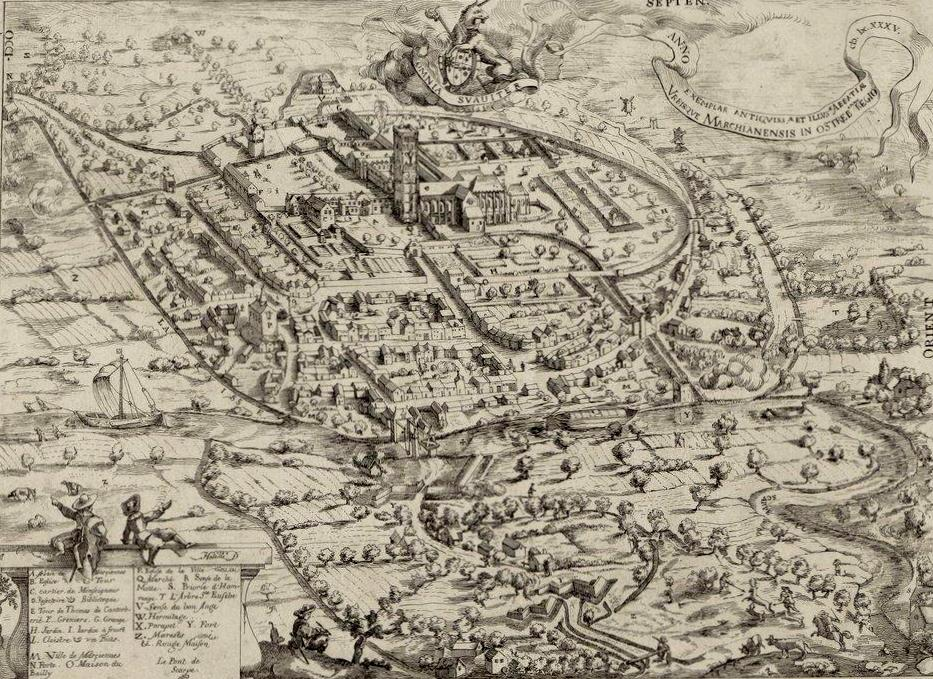
Plan de Marchiennes et son abbaye en 1635

On conserve une trace de ce qu'était l'abbaye au XVIIe siècle grâce à deux gouaches exécutées pour le duc de Croÿ.
La tour de l'église abbatiale fut abattue en 1817, suivant le sort des autres bâtiments vendus au tournant du siècle comme biens nationaux.
Il ne reste de cette abbaye que le portail datant de 1748 et qui tient lieu aujourd'hui d'hôtel de ville, ainsi que certains bâtiments d'exploitation construits par les moines comme la brasserie en cours de restauration. 
Les restes de l'abbaye sont inscrits à l'inventaire des monuments historiques le 17 mai 1974.

### Cartulaire du ducCharles de Croÿ

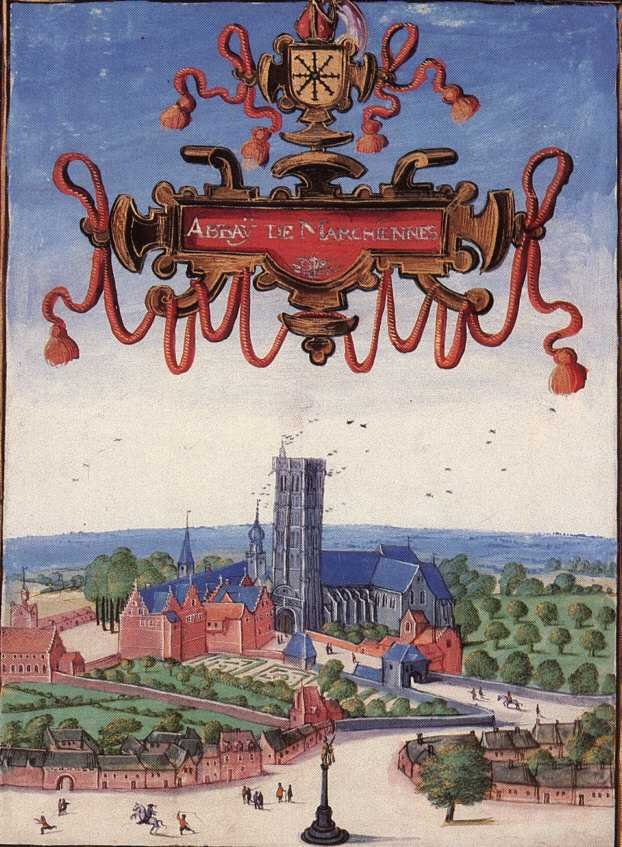
Illustration ancienne représentant l'abbaye de Marchiennes

Il s'agit de peintures topographiques à la demande du duc de Croÿ
- Généralités

1. Date : probablement 1603
2. Saison : été
3. Cartouche: Abbaÿ de Marchiennes
4. Orientation de la vue :

- Premier plan :

À droite un îlot groupé de 8 bâtisses, au centre d'une place une colonne surmontée d'une statue, à gauche un alignement de 12 bâtisses avec un corps de ferme
1. Chemin : de la place cheminant vers la droite pour accéder à l'abbaye par un porche
2. Personnages :

- Deuxième plan : l'abbaye avec un clocher carré et deux clochetons
- Troisième plan : Collines

### Polyptyque de Marchiennes
- le polyptyque de Marchiennes est une œuvre de Jan van Scorel du XVIe siècle. Il est conservé au musée de la Chartreuse de Douai[8].

## Abbés
- 1103-1115- Fulcard de Landas
- 1120 - Armand de Castello dit (Armand du Chastel)
- 1133 -  Hugues II[9]
- 1148 -  Engerrand, nommé par le pape Eugène III, après le Concile de Reims[10]
- XIIe siècle - Lietbert[11]
- v.1200   -  Amand Duchâtel, ancien moine de l'abbaye Saint-Martin de Tournai, prieur de l'abbaye Saint-Sauveur d'Anchin, puis abbé de Marchiennes. Fut il écrivain rubricateur[12] ?[13]
- XVIIe siècle : Maximilien Obert, mort le 12 janvier 1673[14].

## Religieux et personnalités célèbres de l'abbaye
- Frère Guy (Guido), copiste qui a écrit un recueil des ouvrages de saint Jérôme[15]
- Frère André  (André Silvius), moine puis prieur, il réalisa en 1133 sous la prélature d'Hugues II abbé de Sainte-Rictrude de Marchiennes un admirable manuscrit[15]